# Ruf CTR
Ruf CTR — купе на базе Porsche 911, выпущенный в конце 1987 года небольшой серией в 29 штук немецким автопроизводителем Ruf Automobile, также известен под названием Yellowbird. 
Благодаря соотношению мощности и веса в 3,34 кг/кВт автомобиль разгонялся до 340 км/ч. Благодаря мощному,вынесенному за заднюю ось двигателю с двойным турбонаддувом, а также отсутствию каких либо электронных помощников (системы стабилизации и ABS), «Жёлтая Птица» отличается высокой избыточной поворачиваемостью.
Время 8:05 на северной петле Нюрбургринга было поставлено Стефаном Росером, причём большую часть поворотов он был вынужден проходить в управляемом заносе. 
В независимом сравнительном тест-драйве японской телепрограммы Best Motoring 1992 года автогонщик Хидеси Мацуда на Ruf CTR преодолел дистанцию стандартного заезда по драг-рейсингу на четверть мили (разгон с места на 402 метра) за 12,531 сек. Быстрее, чем на других спорткарах-современниках принимавших участие в сравнении: Ferrari F40, Ferrari 512 TR, Nissan Skyline GT-R (R32), Honda NSX, Mazda RX-7 (FD3S). Также он стал лучшим в сравнении с этими машинами в соревновании на время прохождения круга типа Time attack, на трассе Цукуба.
В 2017 году компания RUF представила ремейк оригинального CTR на базе современных технологий. За исключением внешности новая машина с 700 сильным двигателем имеет мало общего с оригиналом.

## Галерея

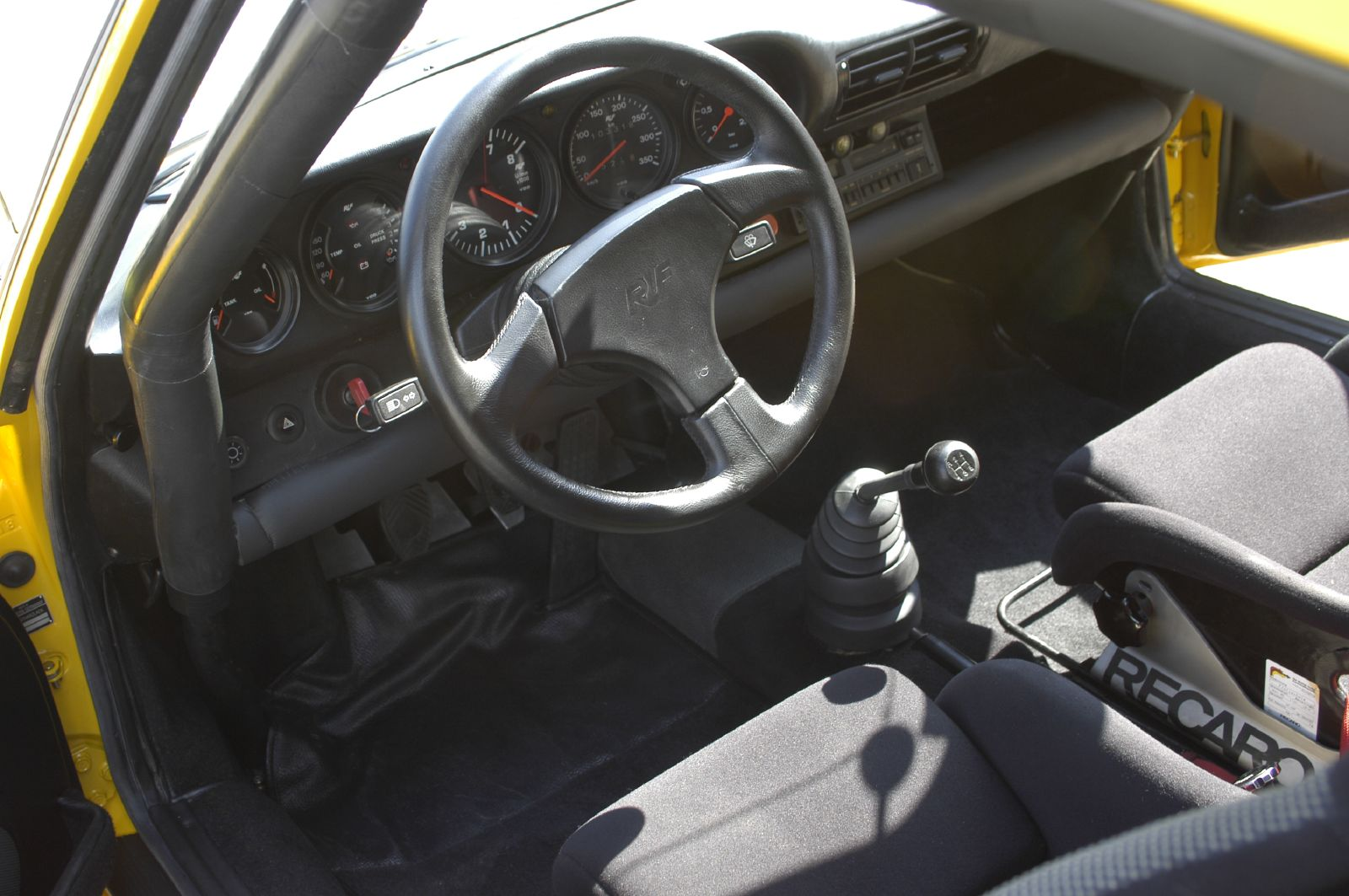
Интерьер
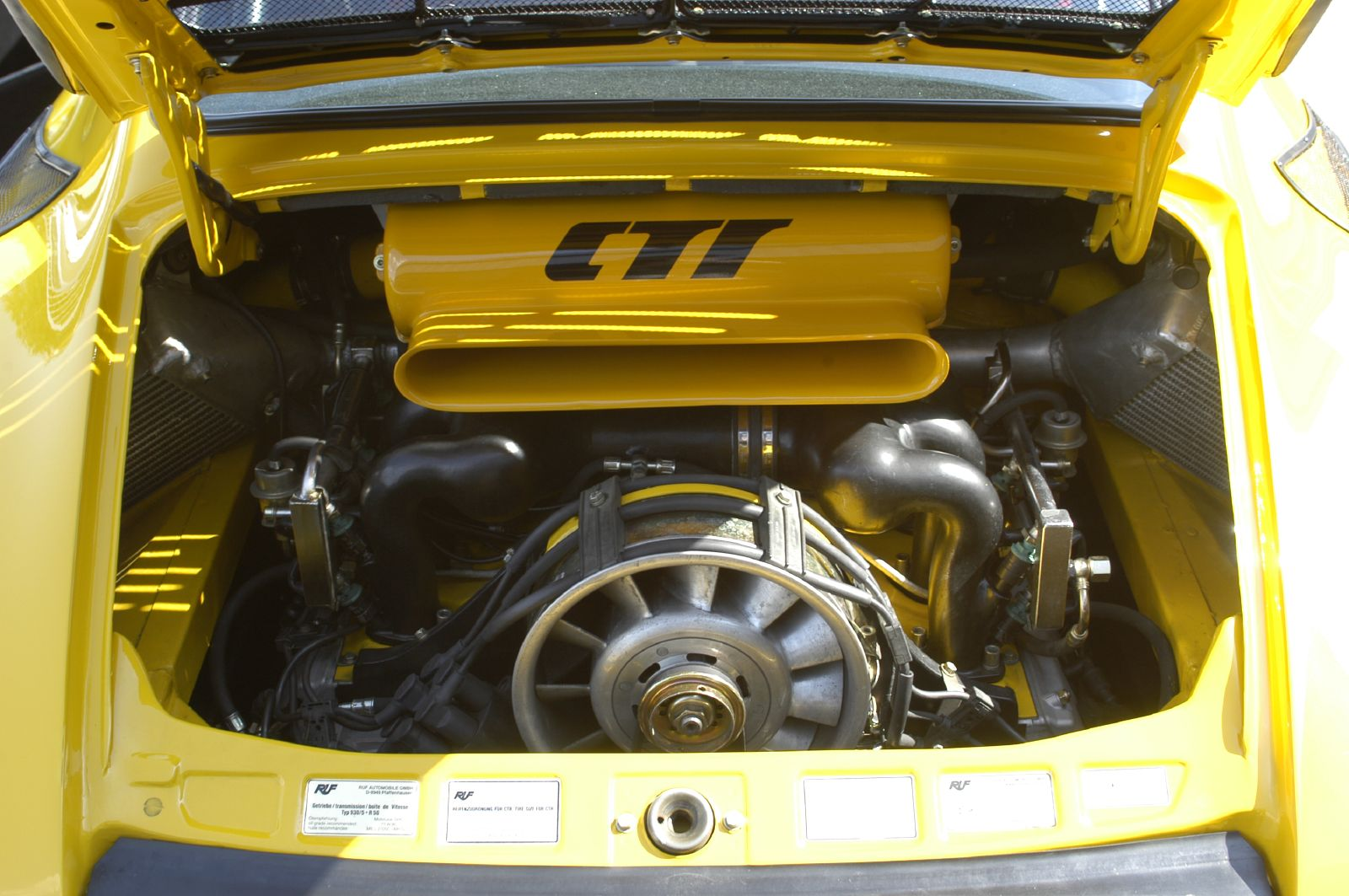
Мотор
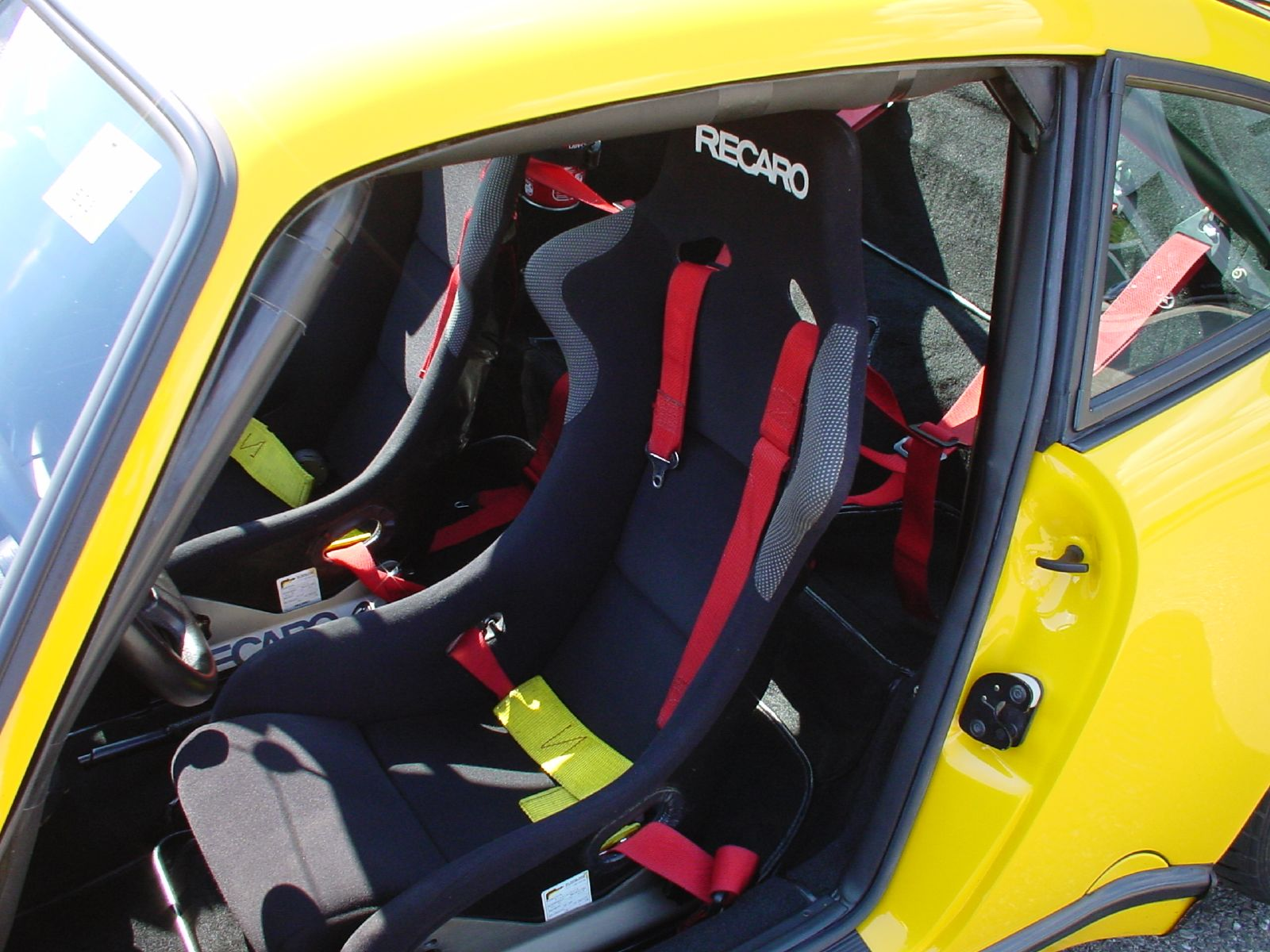
Спортивные сиденья
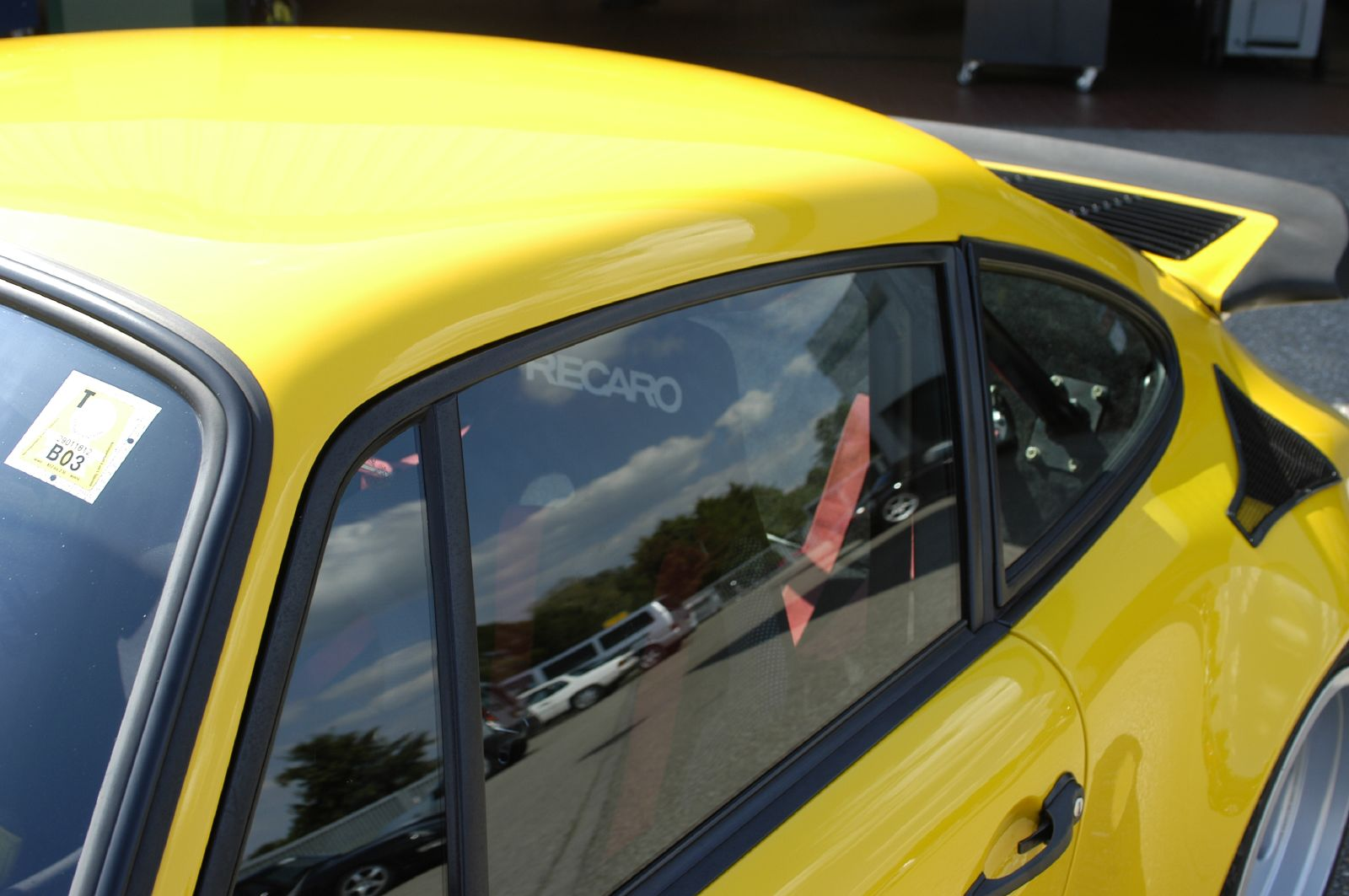
Вид сбоку